# 日曜討論
日曜討論（日语：／）是NHK的一個電視及廣播節目。NHK自二戰後初期開始就在每週日播出政論節目。這一節目在1992年4月定名為「討論」，1994年4月定為現名。

## 外部連結
- 日曜討論 （页面存档备份，存于）